# Michael Lyons
Michael Dalgan Lyons (* 1. November 1910; † 19. November 1991) war ein irischer Politiker der Fine Gael. Von 1965 bis 1969 war er Teachta Dála (Abgeordneter) im Dáil Éireann, im irischen Unterhaus, und von 1969 bis 1981 Mitglied des Seanad Éireann, dem Oberhaus im Oireachtas.

## Biografie
Lyons war Landwirt und Angestellter der Irish Sugar Company (heute: Greencore). Er versuchte ohne Erfolg bei den Wahlen 1954, 1957 und 1961 im Wahlkreis Mayo South, in den Dáil einzuziehen. Erst bei den Wahlen 1965 konnte er genügend Stimmen für den Sitz erringen. Er verlor seinen Sitz bei den Wahlen zum Dáil Éireann 1969, wurde aber stattdessen über die Arbeitsliste in den Seanad Éireann gewählt und 1973 und 1977 wieder gewählt. 1981 trat er zu den Wahlen nicht mehr an.